# Diethelm Wallwiener
Diethelm Wallwiener (* 1954 in Saarlouis) ist ein deutscher Gynäkologe, Geburtshelfer und Onkologe.

## Leben und Wirken
Wallwiener studierte von 1975 bis 1981 Medizin an der Universität des Saarlandes in Homburg. Er begann seine Karriere mit den Schwerpunkten Prävention und Krankenhausmanagement als Arzt für öffentliches Gesundheitswesen im saarländischen Gesundheitsministerium, dessen gesundheitspolitischer Sprecher er zudem war. Die Ausbildung zum Facharzt für Gynäkologie und Geburtshilfe absolvierte er an der Universitäts-Frauenklinik Homburg, wo er 1982 promoviert wurde.
Von 1988 bis 1998 war er Oberarzt an der Universitäts-Frauenklinik Heidelberg. 1990 habilitierte er sich dort und erreichte seine Lehrberechtigung für Gynäkologie und Geburtshilfe. 1991 erhielt er vom Bundesministerium für Bildung und Forschung (BMBF) die Honorardozentur „Neue Operationsverfahren für die Neuen Länder“. 1995 wurde er Stellvertretender Abteilungsleiter an der Universitäts-Frauenklinik Heidelberg und 1996 außerplanmäßiger Professor, bevor er 1997 Berufungen auf die Lehrstühle der Universität Leipzig und Eberhard Karls Universität Tübingen erhielt.
Wallwiener folgte dem Ruf nach Tübingen. Von 1998 bis 2022 war er dort Ärztlicher Direktor der Universitäts-Frauenklinik. Weitere Rufe, 2002 an die Ludwig-Maximilians-Universität München und 2003 an die Ruprecht-Karls-Universität Heidelberg, lehnte er ab. 2006 gründete er an der Universitäts-Frauenklinik Tübingen das Forschungsinstitut für Frauengesundheit, welches später mit der Universitäts-Frauenklinik zum Department für Frauengesundheit ausgebaut wurde. Von 2014 bis 2022 war Wallwiener geschäftsführender Ärztlicher Direktor dieses Departments. In Kooperation mit der Deutschen Krebsgesellschaft setzte er sich als Präsident der Deutschen Gesellschaft für Senologie für die Gründung des ersten interdisziplinär zertifizierten Brustzentrums an der Universitäts-Frauenklinik ein und war von 2008 bis 2013 Ärztlicher Direktor des Südwestdeutschen Tumorzentrums – Comprehensive Cancer Center Tübingen. 2010 wurde er Prodekan der Medizinischen Fakultät der Universität Tübingen und setzte sich in dieser Position dafür ein, Studiengänge im Bereich der Hebammenwissenschaft an der Universität Tübingen einzuführen. 2018 wurde mit dem Bachelorstudiengang Hebammenwissenschaft der bundesweit erste primärqualifizierende Studiengang dieser Art nach dem neuen Hebammengesetz eingeführt, zu dessen kommissarischem Leiter Wallwiener ernannt wurde. Zudem führte sein Team während seiner Zeit in Tübingen erfolgreich die erste Uterustransplantation in Deutschland durch. Seit 2022 ist er an der Universitäts-Frauenklinik Ärztlicher Seniorprofessor, in welcher Funktion er weiter forscht, operiert und Sprechstunde hält.

## Schwerpunkte und Mitgliedschaften
Wallwieners klinisch-wissenschaftlicher Schwerpunkt liegt in der operativen und experimentell-operativen Gynäkologie, der Gynäkoonkologie sowie der Senologie. Auf dem Gebiet der gynäkologischen Operationen zählt er mit einem h-Index von 73 zu den meist zitierten und bekanntesten Wissenschaftlern. Der von Wallwiener mitherausgegebene Atlas der gynäkologischen Operationen, der 2008 erstmals erschien, gilt als Standardwerk im Bereich der operativen Frauenheilkunde und Brustchirurgie und wurde bereits in mehrere Sprachen übersetzt.
Von 2002 bis 2012 war Wallwiener Präsident der Deutschen Gesellschaft für Senologie (DGS) und ist ferner Mitgründer und ehemaliger Präsident der European Society for Gynaecological Endoscopy (ESGE). Von 2012 bis 2018 war er Vorstandsmitglied der Deutschen Gesellschaft für Gynäkologie und Geburtshilfe (DGGG) und von 2014 bis 2016 deren Präsident. Er ist Mitgründer des German Board & College of Obstetrics and Gynaecology und war Schatzmeister des European Board & College of Obstetrics and Gynaecology. Wallwiener ist Mitherausgeber verschiedener Fachzeitschriften und als Direktor der Deutschen Akademie für Gynäkologie und Geburtshilfe im Vorstand der DGGG tätig.

## Auszeichnungen
- 2006: Ehrendoktor der Iran-Universität für Medizinische Wissenschaften und Gesundheitsdienste[7]
- 2007: Fred-Kubli-Ehrenpreis der Universitäts-Frauenklinik Heidelberg für „hervorragende Leistungen in der Erforschung und der Behandlung von Brustkrebs“[13]
- 2008: Ehrendoktor der Guilan University of Medical Sciences[7]
- 2011: Pfannenstiel-Preis des Universitätsklinikums Kiel[7]
- 2011: Michaelis-Medaille des Universitätsklinikums Kiel[7]
- 2018: Ernst-Graefenberg-Medaille des Berufsverbandes der Frauenärzte Rheinland-Pfalz für seinen „langjährigen Einsatz für die Fort- und Weiterbildung in der Gynäkologie und sein Engagement in der Zusammenarbeit zwischen niedergelassenen Fachärzten und der Klinik“[14]
- 2018: Fellow ad eundem des Royal College of Obstetricians and Gynaecologists für seine „herausragenden Verdienste um Frauenheilkunde und Geburtshilfe“[3]
- 2019: Ehrenmitglied des Collège National des Gynécologues et Obstétriciens Français für „seine Verdienste im Fachgebiet der Frauenheilkunde und Geburtshilfe“[15]
- 2019: Ehrenmitglied der European Society for Gynaecological Endoscopy für die „innovative Fortentwicklung der operativen Gynäkologie und Senologie“[3]
- 2020: Carl-Kaufmann-Medaille der Deutschen Gesellschaft für Gynäkologie und Geburtshilfe für seinen „Einsatz für die Fort- und Weiterbildung in der Gynäkologie sowie sein Engagement in der nationalen und internationalen Etablierung von Live Surgeries“[12]
- 2023: Ehrenmitglied der Deutschen Gesellschaft für Senologie[16]

## Publikationen (Auswahl)
- Brigitte Gückel, Susanne Stumm, Christine Rentzsch, Alexander Marmé, Geeske Mannhardt, Diethelm Wallwiener: A CD80-transfected human breast cancer cell variant induces HER-2/neu-specific T cells in HLA-A*02-matched situations in vitro as well as in vivo. In: Cancer Immunology, Immunotherapy. Nr. 54, 2005, S. 129–140
- Jürgen Hoffmann, Diethelm Wallwiener: Classifying breast cancer surgery: a novel, complexity-based system for oncological, oncoplastic and reconstructive procedures, and proof of principle by analysis of 1225 operations in 1166 patients. In: BMC Cancer. Nr. 9, 2009, S. 108 (online)
- Diethelm Wallwiener, Michael Bamberg, Walter Jonat, Rolf Kreienberg, Sara Y. Brucker: Zertifizierte multidisziplinäre Brustzentren. In: Der Gynäkologe. Nr. 3, 2010, S. 205–215
- Markus Wallwiener, Sara Y. Brucker, Diethelm Wallwiener, The Steering Committee: Multidisciplinary breast centres in Germany: a review and update of quality assurance through benchmarking and certification. In: Archives of Gynecology and Obstetrics. 2011 (online)
- Sara Y. Brucker, Markus Wallwiener, Rolf Kreienberg, Walter Jonat, Matthias W. Beckmann, Michael Bamberg, Diethelm Wallwiener, Rainer Souchon: Optimizing the Quality of Breast Cancer Care at Certified German Breast Centers – A Benchmaring Analysis for 2003-2009 with a Particular Focus on the Interdisciplinary Specialty of Radiation Oncology. In: Strahlentherapie und Onkologie. Nr. 187, 2011, S. 89–99
- Diethelm Wallwiener, Sara Y. Brucker, Florin-Andrei Taran: Operative Gynäkologie – Quo vadis?. In: Der Gynäkologe. Nr. 47, 2014, S. 660–666
- Bernhard Kraemer, Felix Neis, Sara Y. Brucker, Diethelm Wallwiener: Gynäkologische OPs live im Internet-Stream miterleben. In: Frauenarzt. Nr. 56, 2015 S. 537–538
- Diethelm Wallwiener, Markus Hahn, Mario Marx, Stefan P. Renner, Sara Y. Brucker, Jürgen Hoffmann: Die Bedeutung der Onkoplastik in der modernen Senologie. In: Geburtshilfe und Frauenheilkunde. Nr. 75, 2015, S. 977–990
- Diethelm Wallwiener, Matthias W. Beckmann, Ruediger Schulz-Wendtland: Opinion on the Preliminary Report A10-03, “Aromatase Inhibitors for Breast Cancer of Women” Report of the Working Group of Gynecologic Oncology (WGO), Commission Mamma as a Subgroup of the German Society of Gynaecology and Obstetrics (GSGO), the German Cancer Society (GCS) and the German Society for Senology (GSS) for preliminary Benefit Assessment of Aromatase. Berlin 2016
- Diethelm Wallwiener: Bericht des Präsidenten der DGGG e.V. In: Geburtshilfe und Frauenheilkunde Nr. 76, 2016, S. 1013–1017
- Werner Schroth, Florian A. Büttner, Siarhei Kandabarau, Reiner Hoppe, Peter Fritz, Jörg Kumbrink, Thomas Kirchner, Heather A. Brauer, Yuqi Ren, David Henderson, Stephen F. Madden, Georg Sauer, Tanja Fehm, Diethelm Wallwiener, Peter A. Fasching, Thomas Mürdter, Matthias Schwab, Hiltrud Brauch; German Tamoxifen and AI Clinicians Group: Gene Expression Signatures of BRCAness and Tumor Inflammation Define Subgroups of Early-Stage Hormone Receptor-Positive Breast Cancer Patients. In: Clinical Cancer Research. Nr. 20, 2020, S. 1923
- Lukas Feil, André Koch, Raphael Utz, Michael Ackermann, Jakob Barz, Matthias Stope, Bernhard Krämer, Diethelm Wallwiener, Sara Y. Brucker, Martin Weiss: Cancer-Selective Treatment of Cancerous and Non-Cancerous Human Cervical Cell Models by a Non-Thermally Operated Electrosurgical Argon Plasma Device. In: Cancers. Nr. 4, 2020, S. 1037
- Felix Neis, Diethelm Wallwiener, Melanie Henes, Bernhard Krämer, Sara Brucker: Opinion paper – gynecological surgery in local anesthesia?. In: Archives of Gynecology and Obstetrics. Nr. 4, 2022, S. 1063–1068
- Bettina Boeer, Anna Seller, Birgitt Schoenfisch, Ute Krainick-Strobel, Andreas Dietrich, Sara Y. Brucker, Diethelm Wallwiener, Andreas Niess, Markus Hahn: The impact of rehabilitation sport on breast cancer-related lymphoedema and quality of life. In: Archives of Gynecology and Obstetrics. Nr. 7, 2022, S. 26 (doi:10.1007/s00404-022-06609-x)
- Bernhard Krämer, Felix Neis, Christl Reisenauer, Christina Walter, Sara Y. Brucker, Diethelm Wallwiener, Robert Seibt, Julia Gabriel, Monika A. Rieger, Benjamin Steinhilber: Save our surgeons (SOS) – an explorative comparison of surgeons‘ muscular and cardiovascular demands, posture, perceived workload and discomfort during robotic vs. laparoscopic surgery. In: Archives of Gynecology and Obstetrics. Nr. 19, 2022, S. 1–14
- Bettina Böer, Anna Seller, Birgitt SChönfisch, Ute Krainick-Strobel, Andreas Dietrich, Sara Y. Brucker, Diethelm Wallwiener, Andreas Niess, Markus Hahn: The impact of rehabilitation sport on breast cancer-related lymphoedema and quality of life. In: Archives of Gynecology and Obstetrics. Nr. 5, 2023, S. 1529 (https://doi.org/10.1007/s00404-022-06609-x)
- Peter A Fasching, Chunling Hu, Steven N Hart, Matthias Ruebner, Eric C Polley, Rohan D Gnanaolivu, Andreas D Hartkopf, Hanna Huebner, Wolfgang Janni, Peyman Hadji, Hans Tesch, Sabrina Uhrig, Johannes Ettl, Michael P Lux, Diana Lüftner, Markus Wallwiener, Lena A Wurmthaler, Chloë Goossens, Volkmar Müller, Matthias W Beckmann, Alexander Hein, Daniel Anetsberger, Erik Belleville, Pauline Wimberger, Michael Untch, Arif B Ekici, Hans-Christian Kolberg, Arndt Hartmann, Florin-Andrei Taran, Tanja N Fehm, Diethelm Wallwiener, Sara Y Brucker, Andreas Schneeweiss, Lothar Häberle, Fergus J Couch: Susceptibility gene mutations in germline and tumors of patients with HER2-negative advanced breast cancer. In: npj breast cancer. Nr. 10, 2024, S. 57 (https://doi.org/10.1038/s41523-024-00667-x)

### Bücher
- Hans Georg Bender, Thomas Schwenzer, Hans-J. Weyergraf, Diethelm Wallwiener: Operative Gynäkologie: Qualitätssicherung inklusive Kommentierung der amtlichen Gebührenordnung für Ärzte (GOÄ 96).
- Diethelm Wallwiener u. a. (Hrsg.): Gynäkologische Onkologie. 8. erw. u. überarb. Aufl. Schattauer, Stuttgart 2017, ISBN 3-7945-2415-2.
- Diethelm Wallwiener, Walter Jonat, Rolf Kreienberg, Klaus Friese, Klaus Diedrich, Matthias W. Beckmann (Hrsg.): Atlas der gynäkologischen Operationen. Begründet von Hans A. Hirsch, Otto Käser, Franz Anton Iklé. 8. Aufl. Thieme, Stuttgart 2018, ISBN 978-3-13-240866-1.
- Hans Georg Bender, Diethelm Wallwiener: Qualitätssicherung in der klinischen Frauenheilkunde: inklusive GOÄ-Kommentar und Finanzierungswesen. Kramarz, Berlin 2009, ISBN 978-3-941130-02-9.
- Sara Y. Brucker, Elisabeth Simoes, Diethelm Wallwiener: Frauengesundheit – Frauenmedizin Fachübergreifend und kompakt. Elsevier, München 2023, ISBN 978-3-437-23571-9.